# N’oubliez pas
N'oubliez pas (Nederlands: Niet vergeten) is een single van de Franse zangeres Lisa Angell. Het was de Franse inzending voor het Eurovisiesongfestival 2015 in Wenen, Oostenrijk, waar het de 25ste plaats op 27 deelnemers haalde. Het nummer is geschreven door Robert Goldman en is in het Frans.